# Jos Vinckx
Jos Vinckx (1954) is een Belgisch politicus voor CD&V.

## Levensloop
Vinckx werd bij de gemeenteraadsverkiezingen van 2012 verkozen met 785 voorkeurstemmen op de lijst van CD&V in Oud-Turnhout. Hij werd schepen van Openbare Werken en Sport.
In oktober 2015 werd hij door de lokale CD&V-fractie aan de deur gezet. Hij zetelde van dan af als onafhankelijke in de gemeenteraad, waardoor het bestuur zijn meerderheid kwijt was.
In 2016 werd hij opnieuw lid van de partij en legde hij de eed af als nieuwe burgemeester van de gemeente, nadat Leo Nys zijn ontslag had ingediend. Deze laatste was naar eigen zeggen teleurgesteld over de gang van zaken binnen het gemeentebestuur.